# Hidruro de calcio
El hidruro de calcio es un compuesto químico con la fórmula CaH
2, un hidruro alcalinotérreo . Este polvo gris (blanco si es puro, lo cual es poco frecuente) reacciona vigorosamente con el agua, liberando gas hidrógeno. Por ello, el CaH2 se utiliza como agente secante, es decir, como desecante.
El CaH2 es un hidruro salino, es decir, que su estructura es similar a la de una sal. Los metales alcalinos y los metales alcalinotérreos más pesados que el berilio forman hidruros salinos. Un ejemplo bien conocido es el hidruro de sodio, que cristaliza en el patrón NaCl. Estas especies son insolubles en todos los disolventes con los que no reaccionan.  El CaH2 cristaliza en la estructura PbCl2 (cotunnita).

## Preparación
El hidruro de calcio se obtiene a partir de sus elementos mediante la combinación directa de calcio e hidrógeno a temperaturas comprendidas entre 300 y 400 °C. 

## Usos

### Reducción de óxidos metálicos
El CaH2 es un agente reductor para la producción de metal a partir de los óxidos metálicos de titanio (Ti), vanadio (V), niobio (Nb), tantalio (Ta) y uranio (U). Funciona mediante su descomposición en calcio metálico:
TiO
2 + 2 CaH
2 → Ti + 2 CaO + 2 H
2

### Fuente de hidrógeno
El CaH2 se ha utilizado para producir hidrógeno. En la década de 1940, estaba disponible bajo el nombre comercial de «Hydrolith» como fuente de este elemento:
El nombre comercial de este compuesto es «hidrolito». En casos de emergencia, puede utilizarse como fuente portátil de hidrógeno para llenar dirigibles. Es bastante caro para este uso. 
La referencia a la «emergencia» probablemente se refiere al uso en tiempos de guerra. Sin embargo, el compuesto se ha utilizado ampliamente durante décadas como método seguro y cómodo para inflar globos meteorológicos. Asimismo, se utiliza regularmente en laboratorios para producir pequeñas cantidades de hidrógeno de gran pureza para uso experimental. El contenido de humedad del gasóleo se calcula a partir del hidrógeno desprendido al tratarlo con CaH2. 

### Desecante
La reacción del CaH2 con el agua puede representarse de la siguiente manera:
CaH
2 + 2 H
2O → Ca(OH)
2 + 2 H
2
Los dos productos de hidrólisis, hidrógeno gaseoso y Ca(OH)
2, se separan fácilmente del disolvente seco.
El hidruro de calcio es un desecante relativamente suave y, comparado con los tamices moleculares, probablemente ineficiente.  Su uso es más seguro que el de agentes más reactivos como el sodio metálico o la aleación sodio-potasio . El hidruro de calcio se utiliza ampliamente como desecante para disolventes básicos como aminas y piridina . También se utiliza para secar alcoholes. 
A pesar de su comodidad, el CaH2 tiene algunos inconvenientes:
- Es insoluble en todos los disolventes con los que no reacciona vigorosamente, a diferencia del LiAlH
4, por lo que la velocidad de su acción de secado puede ser lenta.
- Porque el CaH
2 y el Ca(OH)
2 son casi indistinguibles en apariencia, la calidad de una muestra de CaH
2 no es evidente visualmente.

### Historia
Durante la Batalla del Atlántico, los submarinos alemanes utilizaron hidruro de calcio como señuelo de sonar llamado bold. 

## Otros hidruros de calcio
Aunque el término hidruro de calcio casi siempre se refiere al CaH2, se conocen varios hidruros moleculares de este elemento. Un ejemplo es (Ca(μ-H)(thf)(nacnac))2. 